# بلیط هواپیما

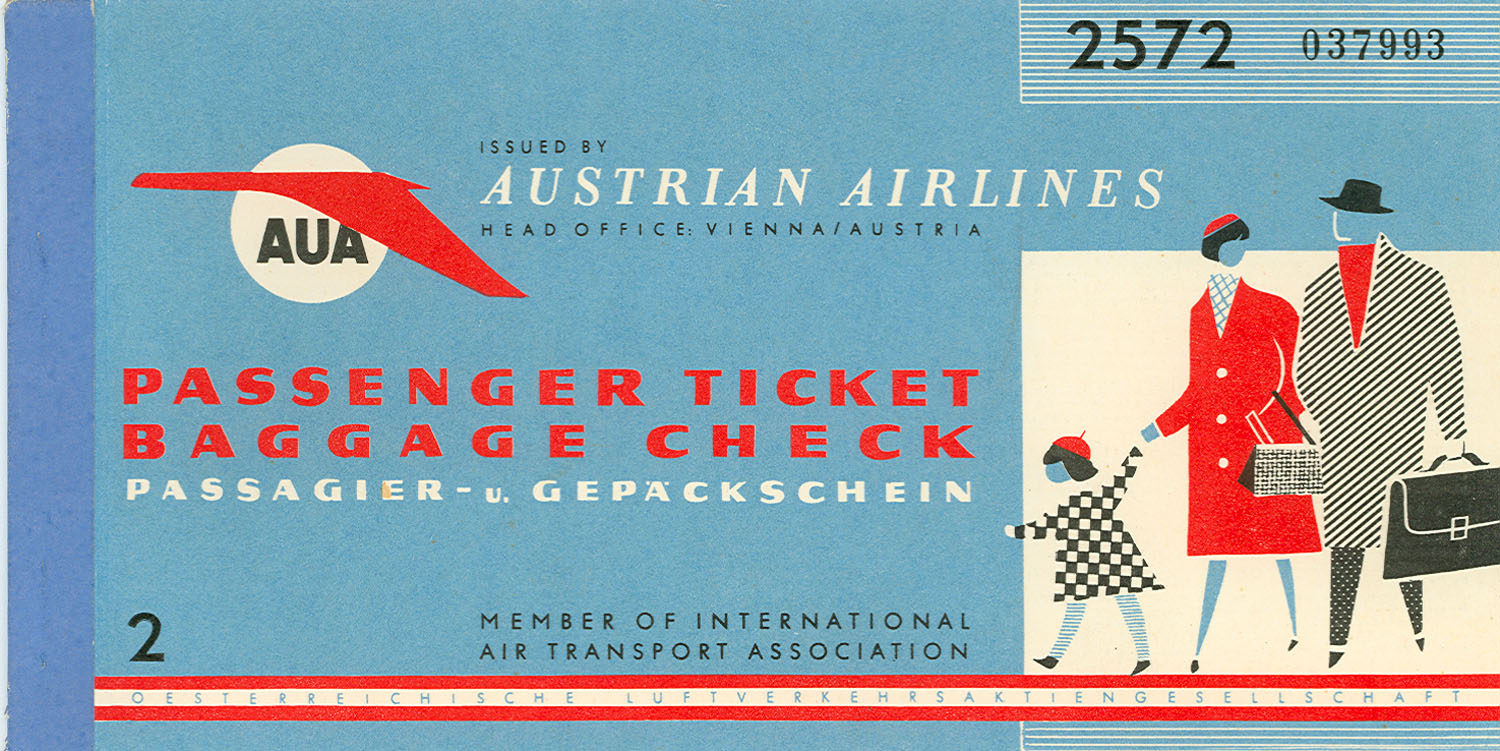
جلد بلیط آسترین ایرلاینز، در دهه ۱۹۶۰

بلیط هواپیما (انگلیسی: Airline ticket) یا بلیت هواپیما تاریخچه آن به این صورت است که زمانی که اولین پروازهای مسافربری در سال ۱۹۰۹ میلادی شروع به کار کرد مرسوم شد و در واقع می‌توان گفت سندی صادر شده توسط شرکت‌های هواپیمایی یا آژانس‌های مسافرتی است، که برای تأیید خریداری یک صندلی در یک پرواز در هواپیما می‌باشد. اغلب از بلیت هواپیما برای دریافت کارت پرواز، در فرودگاه استفاده می‌شود.

## انواع بلیت هواپیما

### چارتر (Charter)
در لغت به معنای دربست کرایه کردن و منظور از بلیت چارتر خرید عمده صندلی‌های یک پرواز، پیشاپیش است. در فرایند خرید بلیت هواپیما، چارتر زمانی بکار می‌رود که یک آژانس مسافرتی بخشی از صندلی‌های یک پرواز را به صورت یکجا خریداری کرده و در طی زمان به مشتریان خود به فروش می‌رساند. به واسطه این خرید عمده مبلغ کمتری توسط آژانس پرداخته شده و در طی زمان با ارائه تخفیف به مشتریان واگذار می‌شود.

### سیستمی
منظور از بلیت سیستمی خرید بی‌واسطه از خطوط هواپیمایی می‌باشد.

#### تفاوت‌های بلیت چارتر با بلیت سیستمی
چارتر در لغت به معنای اجاره در بست است؛ بنابراین بلیت چارتر یعنی بلیتی که اجاره شده می‌باشد. حالا در این میان کسی که بلیط را چارتر می‌کند، آژانس‌های هواپیمایی و کسی که بلیط را اجاره می‌دهد، خود خط‌های هوایی هستند که همه یا تعدادی از صندلی‌های هواپیمای خود را در برخی مسیرهای درخواستی، به آژانس‌های هواپیمایی اجاره می‌دهند.
فول چارتر به معنی اجارهٔ کامل تمام ظرفیت‌های یک هواپیما در مدت زمان مشخص توسط چارتر کننده می‌باشد. Seat Charter نیز به معنی اجاره مقدار مشخصی از ظرفیت صندلی‌های یک هواپیما توسط چارتر کننده است که خود به سه نوع شناور، بک تو بکو مشخص تقسیم می‌شود. اما اصطلاح No Show به معنی مسافریست که پرواز خود را انجام نداده و هزینهٔ بلیط او به‌طور کامل سوخت شده‌است، البته این اصطلاح برای مسافرانی که یک ساعت مانده به پرواز بلیط خود را کنسل کرده‌اند نیز به کار برده می‌شود.
کیفیت پرواز مسافران چارتر و سیستمی همسان است و از لحاظ پرواز، نوع صندلی، پذیرایی و… شرایط یکسانی خواهند داشت. حتی می‌توانند بلیت چارتر بیزینس کلاس خریداری نمایند. اما مسلماً این بلیت‌ها تفاوت‌هایی با هم دارند که باعث تفاوت قیمتشان می‌شود؛ مهم‌ترین این تفاوت‌ها به این صورت است که اکثر بلیت‌های چارتر کنسلی ندارند، پس تنها زمانی بلیت چارتر بخرید که از سفر خود مطمئن هستید.
در چارتر نرخ بلیت کودک و بزرگسال برابر است لذا کسانی که دارای کودک هستند بهتر است از بلیت‌های سیستمی استفاده کنند، زیرا برای نوزادان و خردسالان به قیمت پایینتری فروخته می‌شود. البته بهتر است با محاسبه هزینه بررسی کنند که در مجموع خرید بلیت چارتر ارزان‌تر تمام می‌شود یا بلیت سیستمی.
در ایام پر سفر مانند تعطیلات عید نوروز، با توجه به تعداد بالای مسافران قیمت بلیت‌های چارتر برابر و حتی بالاتر از بلیت‌های سیستمی می‌تواند باشد.

## صدور بلیت هواپیما
مسافر بایستی در هواپیما یک بلیط معتبر داشته باشد. شرایط دریافت بلیط هواپیما در قوانین بین‌المللی به دو صورت است:

### رزرو
به صورت سنتی روال خرید بلیط هواپیما به این صورت است که ابتدا فرد بلیت مورد نظر خود را رزرو کرده و سپس خرید خود را انجام می‌دهد. یک رزرو بلیط هواپیما شامل تمام جزئیات سفر است بجز شماره بلیط. معمولاً رزرو بلیط هزینه ای نداشته و یک تعهد مابین شرکت هواپیمایی یا عامل فروش و مسافر است. این رزرواسیون در اصل برای نگهداری یک جایگاه پروازی برای مسافر در زمانی که هنوز تصمیم او به سفر یا زمان قطعی سفرش مشخص نشده‌است اما امروزه بیشترین کاربرد رزرواسیون بلیط هواپیما برای فرایند اخذ ویزا است. به همین دلیل است که به بلیط رزرو شده بلیط پرواز ساختگی هم گفته می‌شود. بلیط پرواز ساختگی یک بلیت پرواز با کلیه اطلاعات صحیح پروازی با رکورد نام مسافر (PNR) صحیح و قابل استعلام از شرکت هواپیمایی است و تنها تفاوت آن عدم وجود شماره بلیت است.
معمولاً شرکت‌های هواپیمایی آمریکایی اگر ۷ روز یا بیشتر به زمان پرواز مانده باشد، رزرو شما را در حدود ۲۴ ساعت برای شما حفظ خواهند کرد و اگر نیازمند زمان بیشتری برای تصمیم‌گیری برای انتخاب پرواز باشید بایستی برای افزایش طول زمان رزرو خود مبلغی را به شرکت هواپیمایی پرداخت کنید.

### صدور
مسافر با رزرو بلیط حق سفر ندارد و بایستی خرید خود را با پرداخت هزینه بلیت قطعی کند. در بلیط قطعی هر مسافر باید بلیط هواپیما خود را داشته باشد، همان‌طور که با شماره بلیط جداگانه نشان داده می‌شود، حتی اگر رزرواسیون به یک نام انجام شده باشد.

### شرایط کنسلی بلیت‌های سیستمی
شرایط و قوانین استرداد بلیط‌های سیستمی برای تمامی هواپیمایی‌های ایران طبق جدول زیر می‌باشد.
| شرکت هواپیمایی | رده (کلاس)                                    | تا ۱۲ ظهر ۳ روز قبل از پرواز | تا ۱۲ ظهر ۱ روز قبل از پرواز | تا ۳ ساعت قبل از پرواز | تا ۲۰ دقیقه قبل از پرواز | از ۳۰ دقیقه قبل به بعد از پرواز |
| ایران ایر      | کلیه کلاس‌ها                                   | ۳۰٪ | ۳۰٪ | ۶۰٪ | ۶۰٪ | ۶۰٪ |
| آسمان          | D I Z A                                       | ۳۰٪ | ۳۰٪ | ۵۰٪ | ۵۰٪ | ۵۰٪ |
| آسمان          | U W R X V M Q N Y S O                         | ۴۰٪ | ۴۰٪ | ۶۰٪ | ۶۰٪ | ۶۰٪ |
| آسمان          | H L K B                                       | ۵۰٪ | ۵۰٪ | ۷۰٪ | ۷۰٪ | ۷۰٪ |
| آسمان          | E                                             | ۱۰۰٪ | ۱۰۰٪ | ۱۰۰٪ | ۱۰۰٪ | ۱۰۰٪ |
| آتا            | کلیه کلاس‌ها                                   | تا ۲۴ساعت قبل از پراز ۳۰٪ | تا ۲۴ساعت قبل از پراز ۳۰٪ | ۵۰٪ | ۶۰٪ | ۶۰٪ |
| قشم ایر        | A R Y                                         | ۳۰٪ | ۴۰٪ | ۶۰٪ | ۶۰٪ | ۷۰٪ |
| قشم ایر        | V M Q                                         | ۴۰٪ | ۵۰٪ | ۶۰٪ | ۶۰٪ | ۷۰٪ |
| قشم ایر        | N K                                           | ۱۰۰٪ | ۱۰۰٪ | ۱۰۰٪ | ۱۰۰٪ | ۱۰۰٪ |
| تابان          | به جز B W J S O Q E U H X                     | ۲۰٪ | ۳۰٪ | ۴۰٪ | ۵۰٪ | ۵۰٪ |
| تابان          | B W J S O Q E U H X                           | ۱۰۰٪ | ۱۰۰٪ | ۱۰۰٪ | ۱۰۰٪ | ۱۰۰٪ |
| کارون          | کلیه کلاس‌ها                                   | ۳۰٪ | ۳۰٪ | ۵۰٪ | از ۲ ساعت مانده به پرواز ۶۵٪ | از ۲ ساعت مانده به پرواز ۶۵٪ |
| کیش ایر        | J C Y H V R D                                 | تا ۲۴ ساعت قبل از پرواز ۲۰٪ | تا ۲۴ ساعت قبل از پرواز ۲۰٪ | به بعد ۴۰٪ | به بعد ۴۰٪ | به بعد ۴۰٪ |
| کیش ایر        | Q M N L O                                     | تا ۲۴ ساعت قبل از پرواز ۲۵٪ | تا ۲۴ ساعت قبل از پرواز ۲۵٪ | به بعد ۵۰٪ | به بعد ۵۰٪ | به بعد ۵۰٪ |
| کاسپین         | R P H S X N W Q Z J                           | ۳۰٪ | ۳۰٪ | ۵۰٪ | ۵۰٪ | ۵۰٪ |
| کاسپین         | M                                             | ۴۰٪ | ۴۰٪ | ۷۰٪ | ۷۰٪ | ۷۰٪ |
| کاسپین         | L K                                           | ۵۰٪ | ۵۰٪ | ۸۰٪ | ۸۰٪ | ۸۰٪ |
| کاسپین         | I D U F A V                                   | ۱۰۰٪ | ۱۰۰٪ | ۱۰۰٪ | ۱۰۰٪ | ۱۰۰٪ |
| ماهان          | S X T V Q P R Y B                             | ۱۰٪ | ۱۰٪ | ۳۰٪ | ۵۰٪ | ۵۰٪ |
| ماهان          | L                                             | ۱۵٪ | ۱۵٪ | ۴۰٪ | ۵۰٪ | ۵۰٪ |
| ماهان          | I                                             | ۲۰٪ | ۲۰٪ | ۴۰٪ | ۵۰٪ | ۵۰٪ |
| ماهان          | W N                                           | ۲۰٪ | ۲۰٪ | ۵۰٪ | ۷۰٪ | ۷۰٪ |
| ماهان          | C                                             | ۳۰٪ | ۳۰٪ | ۴۰٪ | ۷۰٪ | ۷۰٪ |
| ماهان          | U                                             | ۹۰ | ۹۰ | ۹۰ | ۹۵٪ | ۹۵٪ |
| معراج          | H M                                           | تا ۷۲ ساعت قبل از پرواز ۲۰٪ | تا ۷۲ ساعت قبل از پرواز ۲۰٪ | تا ۴ ساعت قبل از پرواز ۳۰٪ | تا ۴ ساعت قبل از پرواز ۳۰٪ | به بعد ۵۰٪ |
| معراج          | B                                             | تا ۷۲ ساعت قبل از پرواز ۳۰٪ | تا ۷۲ ساعت قبل از پرواز ۳۰٪ | تا ۴ ساعت قبل از پرواز ۴۰٪ | تا ۴ ساعت قبل از پرواز ۴۰٪ | به بعد ۶۰٪ |
| معراج          | Y                                             | تا ۷۲ ساعت قبل از پرواز ۴۰٪ | تا ۷۲ ساعت قبل از پرواز ۴۰٪ | تا ۴ ساعت قبل از پرواز ۵۰٪ | تا ۴ ساعت قبل از پرواز ۵۰٪ | به بعد ۷۰٪ |
| معراج          | P (Promotion)                                 | ۱۰۰٪ | ۱۰۰٪ | ۱۰۰٪ | ۱۰۰٪ | ۱۰۰٪ |
| زاگرس          | Z X F                                         | ۱۰٪ | ۱۵٪ | ۲۰٪ | ۳۰٪ | ۳۰٪ |
| زاگرس          | I T U A                                       | ۱۵٪ | ۲۰٪ | ۳۰٪ | ۴۰٪ | ۴۰٪ |
| زاگرس          | B D E S                                       | ۲۵٪ | ۳۰٪ | ۴۰٪ | ۵۰٪ | ۵۰٪ |
| زاگرس          | M N R                                         | ۳۵٪ | ۴۰٪ | ۵۰٪ | ۷۰٪ | ۷۰٪ |
| زاگرس          | H Q L                                         | ۴۵٪ | ۵۰٪ | ۶۰٪ | ۸۰٪ | ۸۰٪ |
| زاگرس          | P V Y K                                       | ۵۰٪ | ۱۰۰٪ | ۱۰۰٪ | ۱۰۰٪ | ۱۰۰٪ |
| زاگرس          | W                                             | ۱۰۰٪ | ۱۰۰٪ | ۱۰۰٪ | ۱۰۰٪ | ۱۰۰٪ |
| ایرتور         | بلیط‌های ۵۰۰ هزار تومان و بالاتر               | ۲۰٪ | ۳۰٪ | تا ۵ ساعت قبل از پرواز ۴۰٪ | تا ۵ ساعت قبل از پرواز ۴۰٪ | به بعد ۵۰٪ |
| ایرتور         | بلیط‌های بین ۳۰۰ هزار تومان الی ۴۹۹ هزار تومان | ۳۰٪ | ۴۰٪ | تا ۵ ساعت قبل از پرواز ۵۰٪ | تا ۵ ساعت قبل از پرواز ۵۰٪ | به بعد ۶۰٪ |
| ایرتور         | بلیط‌های بین ۱۵۵ هزار تومان الی ۲۹۹ هزار تومان | ۳۰٪ | ۴۰٪ | تا ۵ ساعت قبل از پرواز ۶۰٪ | تا ۵ ساعت قبل از پرواز ۶۰٪ | به بعد ۷۰٪ |
| ایرتور         | بلیط‌های ۱۵۴ هزار تومان و پایین‌تر              | ۳۰٪ | ۴۰٪ | تا ۵ ساعت قبل از پرواز ۷۰٪ | تا ۵ ساعت قبل از پرواز ۷۰٪ | به بعد ۸۰٪ |
| سپهران         | کلیه کلاس‌ها                                   | ۴۸ ساعت مانده به پرواز ۳۰٪، ۲۴ ساعت مانده به پرواز ۴۰٪، ۱۲ ساعت مانده به پرواز ۵۰٪ و بعد از پرواز ۷۵٪ و حداکثر تا یک هفته بعد از تاریخ پرواز | ۴۸ ساعت مانده به پرواز ۳۰٪، ۲۴ ساعت مانده به پرواز ۴۰٪، ۱۲ ساعت مانده به پرواز ۵۰٪ و بعد از پرواز ۷۵٪ و حداکثر تا یک هفته بعد از تاریخ پرواز | ۴۸ ساعت مانده به پرواز ۳۰٪، ۲۴ ساعت مانده به پرواز ۴۰٪، ۱۲ ساعت مانده به پرواز ۵۰٪ و بعد از پرواز ۷۵٪ و حداکثر تا یک هفته بعد از تاریخ پرواز | ۴۸ ساعت مانده به پرواز ۳۰٪، ۲۴ ساعت مانده به پرواز ۴۰٪، ۱۲ ساعت مانده به پرواز ۵۰٪ و بعد از پرواز ۷۵٪ و حداکثر تا یک هفته بعد از تاریخ پرواز | ۴۸ ساعت مانده به پرواز ۳۰٪، ۲۴ ساعت مانده به پرواز ۴۰٪، ۱۲ ساعت مانده به پرواز ۵۰٪ و بعد از پرواز ۷۵٪ و حداکثر تا یک هفته بعد از تاریخ پرواز |
| وارش           | W                                             | ۶۰٪ | ۷۰٪ الی ۸۰٪ | ۹۰٪ | ۹۰٪ | ۹۰٪ |
| وارش           | L                                             | ۳۰٪ | ۵۰٪ | ۷۰٪ | ۹۰٪ | ۹۰٪ |
| وارش           | S                                             | ۲۰٪ | ۴۰٪ | ۶۰٪ | ۸۰٪ | ۸۰٪ |
| وارش           | H                                             | ۱۰٪ | ۳۰٪ | ۵۰٪ | ۷۰٪ | ۷۰٪ |
| وارش           | باقی کلاس‌ها                                   | ۱۰۰٪ | ۱۰۰٪ | ۱۰۰٪ | ۱۰۰٪ | ۱۰۰٪ |